# Nguyễn Thị Minh (Hải Dương)
Nguyễn Thị Minh (sinh năm 1960) là một chính khách người Việt Nam. Bà từng là Thứ trưởng, Tổng Giám đốc Bảo hiểm Xã hội Việt Nam.

## Tiểu sử
Bà Nguyễn Thị Minh sinh ngày 10 tháng 3 năm 1960, quê ở phường Phạm Ngũ Lão, thành phố Hải Dương, tỉnh Hải Dương, là người dân tộc Kinh.

## Giáo dục
Bà có trình độ văn hóa 10/10, trình độ chuyên môn Tiến sĩ Kinh tế, Cử nhân Lý luận Chính trị

## Sự nghiệp
Ngày 13 tháng 9 năm 1992, bà chính thức gia nhập Đảng Cộng sản Việt Nam.
Ngày 3 tháng 12 năm 2010, Thủ tướng Nguyễn Tấn Dũng ký Quyết định 2188/QĐ-TTg bổ nhiệm bà làm Thứ trưởng Bộ Tài chính.
Ngày 19 tháng 3 năm 2014, Thủ tướng Nguyễn Tấn Dũng ký Quyết định 386/QĐ-TTg bổ nhiệm bà làm Thứ trưởng Tổng giám đốc BHXH Việt Nam.(2)
Ngày 30 tháng 3 năm 2020, thừa ủy quyền của Thủ tướng Chính phủ, tại Trụ sở BHXH Việt Nam, Bộ trưởng Bộ Tài Chính Đinh Tiến Dũng - Chủ tịch HĐQL BHXH Việt Nam đã trao quyết định nghỉ hưu theo chế độ cho Thứ trưởng, Tổng Giám đốc BHXH Việt Nam Nguyễn Thị Minh.